# Liczby hiperrzeczywiste
Liczby hiperrzeczywiste (niestandardowe liczby rzeczywiste, liczby hiperrealne) – pojęcie analizy niestandardowej; niearchimedesowe rozszerzenie ciała liczb rzeczywistych.

## Konstrukcja ciała liczb hiperrzeczywistych (ultrapotęga)

### Konstrukcja zbioru
Zbiór liczb hiperrzeczywistych można skonstruować metodą ultrapotęgi. Podstawową strukturą, poprzez którą dokonuje się tej konstrukcji, jest ultrafiltr, czyli rodzina {\displaystyle U\subset {\mathcal {P}}(I)} spełniająca warunki:
1. {\displaystyle \emptyset \notin U,}
2. {\displaystyle A,B\in U\Rightarrow A\cap B\in U,}
3. {\displaystyle (A\in U\wedge A\subset B)\Rightarrow B\in U,}
4. {\displaystyle \forall _{A\subset I}{\big (}A\in U\vee I\setminus A\in U{\big )}}[1][5][6][7].

Niech {\displaystyle {\mathcal {U}}} będzie ultrafiltrem na {\displaystyle \mathbb {N} } zawierającym filtr Frécheta {\displaystyle {\mathfrak {F}},} tzn. rodzinę {\displaystyle {\mathfrak {F}}:=\{N\subseteq \mathbb {N} :\#(\mathbb {N} \setminus N)<\aleph _{0}\}} (Ultrafiltry nie zawierające filtru Frecheta są główne, czyli są generowane przez jeden punkt). Niech na produkcie {\displaystyle \mathbb {R} ^{\mathbb {N} }} będzie zdefiniowana dwuargumentowa relacja {\displaystyle \equiv } w sposób następujący:
{\displaystyle (a_{n})\equiv (b_{n}):\Longleftrightarrow \{n\in \mathbb {N} :a_{n}=b_{n}\}\in {\mathcal {U}}}.
Jest to relacja równoważności, ponieważ {\displaystyle \equiv } jest:
- zwrotna: {\displaystyle \{n\in \mathbb {N} :a_{n}=a_{n}\}=\mathbb {N} \in {\mathcal {U}}}[4][8],
- symetryczna: {\displaystyle \{n\in \mathbb {N} :a_{n}=b_{n}\}=\{n\in \mathbb {N} :b_{n}=a_{n}\}}[4][8],
- przechodnia: {\displaystyle \{n\in \mathbb {N} :a_{n}=b_{n}\}\in {\mathcal {U}}\wedge \{n\in \mathbb {N} :b_{n}=c_{n}\}\in {\mathcal {U}}\Rightarrow \{n\in \mathbb {N} :a_{n}=b_{n}\}\cap \{n\in \mathbb {N} :b_{n}=c_{n}\}\in {\mathcal {U}}}[4][8].

Zbiór liczb hiperrzeczywistych definiuje się jako zbiór klas abstrakcji {\displaystyle \mathbb {R} ^{*}:=\mathbb {R} ^{\mathbb {N} }/_{\equiv }}.

Intuicyjnie liczby hiper-rzeczywiste uzyskujemy poprzez utożsamienie między sobą tych ciągów złożonych z liczb rzeczywistych, które zgadzają się na "odpowiednio" dużym zbiorze indeksów. Tzn. na zbiorze z rozważanego ultrafiltru:
{\displaystyle a\approx b\,\Leftrightarrow \,\{n\in \mathbb {N} :a_{n}=b_{n}\}\in {\mathcal {U}};}
Ponieważ relacja {\displaystyle \equiv } jest kongruencją względem zwykłych działań + i · na liczbach rzeczywistych, działania te przenoszą się w standardowy sposób na {\displaystyle \mathbb {R} ^{*}}:
{\displaystyle [(a_{n})_{n}]_{\equiv }\oplus [(b_{n})_{n}]_{\equiv }\,\mathop {=} ^{\text{df}}\,[(a_{n}+b_{n})_{n}]_{\equiv }}
{\displaystyle [(a_{n})_{n}]_{\equiv }\odot [(b_{n})_{n}]_{\equiv }\,\mathop {=} ^{\text{df}}\,[(a_{n}\cdot b_{n})_{n}]_{\equiv }}
Struktura {\displaystyle {\mathcal {R}}^{\,}\mathop {=} ^{\text{df}}\,\langle \mathbb {R} ^{*},\oplus ,\odot \rangle } jest ciałem. 
Podciało tego ciała generowane przez elementy postaci 
{\displaystyle r^{*}\,\mathop {=} ^{\text{df}}\,[(r,r,r,r,\dots )]_{\equiv }\,,\qquad } dla {\displaystyle \;\;r\in \mathbb {R} },
jest izomorficzna z ciałem liczb rzeczywistych 
{\displaystyle {\mathcal {R}}\,\mathop {=} ^{\text{df}}\,\langle \mathbb {R} ,+,\cdot \rangle }

Relacja {\displaystyle \preceq } zdefiniowana wzorem:
{\displaystyle [(a_{n})_{n}]_{\equiv }\preceq [(b_{n})_{n}]_{\equiv }\;\mathop {\Leftrightarrow } ^{\text{df}}\;\{n:\;a_{n}\leqslant b_{n}\}\in {\mathcal {U}}}
jest porządkiem na {\displaystyle \mathbb {R} ^{*}}. Porządek ten jest porządkiem ciągłym.
Liczba hiperrzeczywista {\displaystyle \varepsilon >0^{*}} jest nieskończenie mała, jeśli 
{\displaystyle \varepsilon <r^{*}} dla {\displaystyle r\in \mathbb {R} _{+}}
Nieskończenie małą jest, n.p.,  
{\displaystyle h\,\mathop {=} ^{\text{df}}\,[(1,1/2,1/3,1/4,\dots ,1/n,\dots )]_{\equiv }}
Oczywiście, skoro {\displaystyle 1/n>0}, dla {\displaystyle n=1,2,3,\dots }, to {\displaystyle h>0^{*}}
Jeśli teraz {\displaystyle r>0}, to {\displaystyle 1/n<r} dla wszystkich poza skończoną ilością liczb naturalnych, skąd
{\displaystyle \{n:\,1/n<r\}\in {\mathcal {U}}}
co implikuje , że {\displaystyle h<r^{*}}.
Odwrotności liczb nieskończenie małych, to nieskończenie duże liczby hiper-rzeczywiste.
Suma i iloczyn dwóch liczb nieskończenie małych jest nieskończenie mała. Suma i iloczyn dwóch nieskończenie dużych  liczb hiper-rzeczywistych jest nieskończenie dużą liczbą hiper-rzeczywistą.
Uwaga. 
W przypadku ultrafiltru głównego, uzyskana struktura byłaby izomorficzna z ciałem liczb rzeczywistych.

### Konstrukcja ciała
Działania na klasach abstrakcji zdefiniowane są poprzez działania na współrzędnych, tzn.:
{\displaystyle [(a_{n})]\oplus [(b_{n})]:=[(a_{n}+b_{n})]}
{\displaystyle [(a_{n})]\odot [(b_{n})]:=[(a_{n}\cdot b_{n})]}.
Działania {\displaystyle \oplus } i {\displaystyle \odot } są dobrze zdefiniowane na {\displaystyle \mathbb {R} ^{*}}.
Dowód
Niech {\displaystyle [(a_{n})]=[(a_{n}')]} oraz {\displaystyle [(b_{n})]=[(b_{n}')].} To znaczy, że {\displaystyle \{n\in \mathbb {N} :a_{n}=a_{n}'\}\in {\mathcal {U}}} i {\displaystyle \{n\in \mathbb {N} :b_{n}=b_{n}'\}\in {\mathcal {U}}.} Zatem {\displaystyle \{n\in \mathbb {N} :a_{n}=a_{n}'\}\cap \{n\in \mathbb {N} :b_{n}=b_{n}'\}\in {\mathcal {U}}.} Ponieważ {\displaystyle \{n\in \mathbb {N} :a_{n}=a_{n}'\}\cap \{n\in \mathbb {N} :b_{n}=b_{n}'\}\subset \{n\in \mathbb {N} :a_{n}+b_{n}=a_{n}'+b_{n}'\},} to {\displaystyle \{n\in \mathbb {N} :a_{n}+b_{n}=a_{n}'+b_{n}'\}\in {\mathcal {U}}}.
Niech {\displaystyle [(a_{n})]=[(a_{n}')]} oraz {\displaystyle [(b_{n})]=[(b_{n}')].} To znaczy, że {\displaystyle \{n\in \mathbb {N} :a_{n}=a_{n}'\}\in {\mathcal {U}}} i {\displaystyle \{n\in \mathbb {N} :b_{n}=b_{n}'\}\in {\mathcal {U}}.} Zatem {\displaystyle \{n\in \mathbb {N} :a_{n}=a_{n}'\}\cap \{n\in \mathbb {N} :b_{n}=b_{n}'\}\in {\mathcal {U}}.} Ponieważ {\displaystyle \{n\in \mathbb {N} :a_{n}=a_{n}'\}\cap \{n\in \mathbb {N} :b_{n}=b_{n}'\}\subset \{n\in \mathbb {N} :a_{n}\cdot b_{n}=a_{n}'\cdot b_{n}'\},} to {\displaystyle \{n\in \mathbb {N} :a_{n}\cdot b_{n}=a_{n}'\cdot b_{n}'\}\in {\mathcal {U}}}. {\displaystyle \square }
Struktura {\displaystyle (\mathbb {R} ^{*},\oplus ,\odot ,0^{*},1^{*})} jest ciałem przemiennym.
Dowód
Zauważyć można, że:
- {\displaystyle \{n\in \mathbb {N} :a_{n}+b_{n}=b_{n}+a_{n}\}=\mathbb {N} \in {\mathcal {U}}}[11];
- {\displaystyle \{n\in \mathbb {N} :(a_{n}+b_{n})+c_{n}=a_{n}+(b_{n}+c_{n})\}=\mathbb {N} \in {\mathcal {U}}}[11];
- {\displaystyle [(a_{n})]\oplus 0^{*}=[(a_{n})]}[11];
- Niech {\displaystyle \ominus [(a_{n})]:=[(-a_{n})];} wtedy {\displaystyle [(a_{n})]\oplus [(-a_{n})]=0^{*}}[11];
- {\displaystyle \{n\in \mathbb {N} :a_{n}\cdot b_{n}=b_{n}\cdot a_{n}\}=\mathbb {N} \in {\mathcal {U}}}[11];
- {\displaystyle \{n\in \mathbb {N} :(a_{n}\cdot b_{n})\cdot c_{n}=a_{n}\cdot (b_{n}\cdot c_{n})\}=\mathbb {N} \in {\mathcal {U}}}[11];
- {\displaystyle [(a_{n})]\odot 1^{*}=[(a_{n})]}[11];
- Dla {\displaystyle [(a_{n})]\neq 0^{*}} niech {\displaystyle [(a_{n})]^{-1}:=[(i_{n})],} gdzie {\displaystyle i_{n}:={\begin{cases}a_{n}^{-1},&\mathrm {dla} \ a_{n}\neq 0\\1,&\mathrm {dla} \ a_{n}=0\end{cases}};} wtedy {\displaystyle [(a_{n})]\odot [(a_{n})]^{-1}=1^{*}}[11][13];
- {\displaystyle \{n\in \mathbb {N} :(a_{n}+b_{n})\cdot c_{n}=a_{n}\cdot c_{n}+b_{n}\cdot c_{n}\}=\mathbb {N} \in {\mathcal {U}}}[11]. {\displaystyle \square }

### (Nie)zależność konstrukcji od wyboru ultrafiltru
Przy założeniu prawdziwości hipotezy continuum, konstrukcja ciała {\displaystyle \mathbb {R} ^{*}} nie zależy od wyboru ultrafiltru, tzn. wszystkie otrzymane struktury będą izomorficzne niezależnie od wybranego ultrafiltra niegłównego. Jednak przy założeniu fałszywości hipotezy continuum, konstrukcja ciała liczb hiperrzeczywistych zależy od wyboru ultrafiltru.

## Własności ciała uporządkowanego liczb hiperrzeczywistych

### Porządek liczb hiperrzeczywistych
Niech będzie dana relacja {\displaystyle [(a_{n})]\prec [(b_{n})]:\Leftrightarrow \{n\in \mathbb {N} :a_{n}<b_{n}\}\in {\mathcal {U}}.} Jest ona dobrze zdefiniowana na {\displaystyle \mathbb {R} ^{*}}.
Dowód
Niech {\displaystyle [(a_{n})]=[(a_{n}')],} {\displaystyle [(b_{n})]=[(b_{n}')]} i {\displaystyle [(a_{n})]\prec [(b_{n})].} To znaczy, że {\displaystyle \{n\in \mathbb {N} :a_{n}=a_{n}'\}\in {\mathcal {U}},} {\displaystyle \{n\in \mathbb {N} :b_{n}=b_{n}'\}\in {\mathcal {U}}} oraz {\displaystyle \{n\in \mathbb {N} :a_{n}<b_{n}\}\in {\mathcal {U}}.} Zatem {\displaystyle \{n\in \mathbb {N} :a_{n}=a_{n}'\}\cap \{n\in \mathbb {N} :b_{n}=b_{n}'\}\cap \{n\in \mathbb {N} :a_{n}<b_{n}\}\in {\mathcal {U}}.} Ponieważ {\displaystyle \{n\in \mathbb {N} :a_{n}=a_{n}'\}\cap \{n\in \mathbb {N} :b_{n}=b_{n}'\}\cap \{n\in \mathbb {N} :a_{n}<b_{n}\}\subset \{n\in \mathbb {N} :a_{n}'<b_{n}'\},} to {\displaystyle \{n\in \mathbb {N} :a_{n}'<b_{n}'\}\in {\mathcal {U}}}. {\displaystyle \square }
Ciało liczb hiperrzeczywistych jest ciałem uporządkowanym {\displaystyle (\mathbb {R} ^{*},\oplus ,\odot ,0^{*},1^{*},\prec ),} z porządkiem zdefiniowanym następująco:
{\displaystyle [(a_{n})]\prec [(b_{n})]:\Leftrightarrow \{n\in \mathbb {N} :a_{n}<b_{n}\}\in {\mathcal {U}}}.
Dowód
Można wykazać, że każde dwie liczby hiperrzeczywiste są porównywalne w sensie prawa trychotomii. Niech {\displaystyle E_{1}:=\{n\in \mathbb {N} :a_{n}<b_{n}\},} {\displaystyle E_{2}:=\{n\in \mathbb {N} :a_{n}>b_{n}\},} {\displaystyle E_{3}:=\{n\in \mathbb {N} :a_{n}=b_{n}\}.} Widać, że {\displaystyle E_{i}\cap _{i\neq j}E_{j}=\emptyset } oraz {\displaystyle E_{1}\cup E_{2}\cup E_{3}=\mathbb {N} \in {\mathcal {U}}.} Stąd wynika, że {\displaystyle \exists !_{i\in \{1,2,3\}}\ E_{i}\in {\mathcal {U}},} co dowodzi stwierdzenia.
Można wykazać przechodniość relacji {\displaystyle \prec .} Niech {\displaystyle [(a_{n})]\prec [(b_{n})]} oraz {\displaystyle [(b_{n})]\prec [(c_{n})].} Widać, że {\displaystyle \{n\in \mathbb {N} :a_{n}<b_{n}\}\in {\mathcal {U}}} oraz {\displaystyle \{n\in \mathbb {N} :b_{n}<c_{n}\}\in {\mathcal {U}},} a także, że {\displaystyle \{n\in \mathbb {N} :a_{n}<b_{n}\}\cap \{n\in \mathbb {N} :b_{n}<c_{n}\}\subset \{n\in \mathbb {N} :a_{n}<c_{n}\},} skąd wynika, że {\displaystyle \{n\in \mathbb {N} :a_{n}<c_{n}\}\in {\mathcal {U}},} czyli {\displaystyle [(a_{n})]\prec [(c_{n})]}.
Zatem relacja {\displaystyle \prec } jest liniowym porządkiem na {\displaystyle \mathbb {R} ^{*}.} Poniżej wykazana jest zgodności tego porządku z działaniem addytywnym {\displaystyle \oplus } oraz multyplikatywnym {\displaystyle \odot .}
Można wykazać zgodność porządku z dodawaniem, tzn. {\displaystyle {\big (}[(a_{n})]\prec [(b_{n})]\wedge [(c_{n})]\prec [(d_{n})]{\big )}\Longrightarrow [(a_{n})]\oplus [(c_{n})]\prec [(b_{n})]\oplus [(d_{n})].} Widać, że z poprzednika implikacji wynika, iż {\displaystyle E_{1}:=\{n\in \mathbb {N} :a_{n}<b_{n}\}\in {\mathcal {U}}} oraz {\displaystyle E_{2}:=\{n\in \mathbb {N} :c_{n}<d_{n}\}\in {\mathcal {U}}.} Ze zgodności naturalnego porządku z dodawaniem w ciele liczb rzeczywistych wynika, że {\displaystyle E_{1}\cap E_{2}\subset \{n\in \mathbb {N} :a_{n}+c_{n}<b_{n}+d_{n}\},} a skoro {\displaystyle E_{1}\cap E_{2}\in {\mathcal {U}},} to {\displaystyle \{n\in \mathbb {N} :a_{n}+c_{n}<b_{n}+d_{n}\}\in {\mathcal {U}}}.
Można wykazać zgodność porządku z mnożeniem, tzn. {\displaystyle {\big (}[(a_{n})]\prec [(b_{n})]\wedge 0^{*}\prec [(c_{n})]{\big )}\Longrightarrow [(a_{n})]\odot [(c_{n})]\prec [(b_{n})]\odot [(c_{n})].} Widać, że z poprzednika implikacji wynika, iż {\displaystyle E_{1}:=\{n\in \mathbb {N} :a_{n}<b_{n}\}\in {\mathcal {U}}} oraz {\displaystyle E_{2}:=\{n\in \mathbb {N} :0<c_{n}\}\in {\mathcal {U}}.} Ze zgodności naturalnego porządku z mnożeniem w ciele liczb rzeczywistych wynika, że {\displaystyle E_{1}\cap E_{2}\subset \{n\in \mathbb {N} :a_{n}\cdot c_{n}<b_{n}\cdot c_{n}\},} a skoro {\displaystyle E_{1}\cap E_{2}\in {\mathcal {U}},} to {\displaystyle \{n\in \mathbb {N} :a_{n}\cdot c_{n}<b_{n}\cdot c_{n}\}\in {\mathcal {U}}}. {\displaystyle \square }

#### Moduł liczby hiperrzeczywistej
Tak jak w każdym ciele uporządkowanym, tak i w ciele liczb hiperrzeczywistych, można zdefiniować moduł jako
{\displaystyle |a|:={\begin{cases}a,&{\mbox{ dla }}0^{*}\preceq a\\\ominus a,&{\mbox{ dla }}a\prec 0^{*}\end{cases}}}.
Moduł liczby hiperrzeczywistej można utożsamić z klasą abstrakcji ciągu modułów, tzn.: {\displaystyle |[(a_{n})]|=[(|a_{n}|)]}.

### Niearchimedesowość
Ciało liczb hiperrzeczywistych jest niearchimedesowe, tzn. nie spełnia aksjomatu Archimedesa.
Dowód
Można poczynić najpierw obserwację, że {\displaystyle \{n\in \mathbb {N} :0<1/n\}=\mathbb {N} \in {\mathcal {U}},} co oznacza, że {\displaystyle 0^{*}\prec [(1/n)]}. Lecz ponieważ ciało liczb rzeczywistych jest archimedesowe, to {\displaystyle \forall _{r\in \mathbb {R} _{+}}\exists _{n_{0}\in \mathbb {N} }\forall _{n>n_{0}}\ 1/n<r,} skąd wynika, że {\displaystyle E:=\{n_{0}+i\}_{i=1}^{\infty }\subset \{n\in \mathbb {N} :1/n<r\}}. Zbiór {\displaystyle E} należy do ultrafiltru {\displaystyle {\mathcal {U}},} zatem {\displaystyle \{n\in \mathbb {N} :1/n<r\}\in {\mathcal {U}}}. Zatem:
{\displaystyle \forall _{r\in \mathbb {R} _{+}}\ 0^{*}\prec [(1/n)]\prec r^{*},}
co znaczy, że ciało to nie spełnia aksjomatu Archimedesa. {\displaystyle \square }
Ciało liczb hiperrzeczywistych spełnia jednak pewne zmodyfikowane równoważniki aksjomatu Archimedesa, jak np.:
- {\displaystyle \forall _{r\in \mathbb {R} ^{*}}\exists _{n\in \mathbb {N} ^{*}}\ r\prec n}[20][23].

### Rzeczywista domkniętość
Ciało liczb hiperrzeczywistych {\displaystyle (\mathbb {R} ^{*},\oplus ,\odot ,0^{*},1^{*},\prec )} jest rzeczywiście domknięte.

### Zupełność w sensie Cauchy’ego
Ciało liczb hiperrzeczywistych {\displaystyle (\mathbb {R} ^{*},\oplus ,\odot ,0^{*},1^{*},\prec )} jest zupełne w sensie Cauchy’ego, tzn.:
{\displaystyle \forall _{(a_{n})_{n\in \mathbb {N} }\subset \mathbb {R} ^{*}}{\Big (}\forall _{\varepsilon \in \mathbb {R} _{+}^{*}}\exists _{k}\forall _{n>k}\ {\big [}|a_{n}\ominus a_{k}|\prec \varepsilon {\big ]}\Longrightarrow \exists _{k}\forall _{n>k}\ [a_{n}=a_{k}]{\Big )}}.
Dowód
Rozważyć można przypadek szczególny, a mianowicie ciąg różnowartościowy {\displaystyle (a_{n}).} Rodzinę przedziałów otwartych
{\displaystyle \{(0,|a_{i}\ominus a_{j}|):i,j\in \mathbb {N} \wedge i\neq j\}}
można uporządkować malejąco relacją inkluzji:
{\displaystyle (0,r_{n+1})\subset (0,r_{n}),} gdzie {\displaystyle r_{k}:=|a_{i}\ominus a_{j}|.}
Ponieważ {\displaystyle \bigcap \{(0,r_{n}):n\in \mathbb {N} \}\neq \emptyset }, to {\displaystyle \exists _{r}\ r\in \bigcap \{(0,r_{n}):n\in \mathbb {N} \}.} Niech {\displaystyle \varepsilon :={\frac {r}{4}}.} Wtedy istnieje takie {\displaystyle k,} że dla {\displaystyle n,m>k,} {\displaystyle n\neq m} zachodzi: {\displaystyle |a_{n}\ominus a_{m}|\prec {\frac {r}{2}},} co stoi w sprzeczności z definicją liczby {\displaystyle r.}
Niech {\displaystyle (a_{n})} będzie dowolnym ciągiem spełniającym warunek Cauchy’ego, wówczas zbiór {\displaystyle \{a_{n}\}} może być skończony lub nieskończony. W tym pierwszym przypadku ciąg ten od pewnego miejsca jest ciągiem stałym. Gdy jest nieskończony, to istnieje różnowartościowy podciąg {\displaystyle (a_{n_{k}}),} który jest ciągiem Cauchy’ego, co doprowadza do sprzeczności, jak pokazano wcześniej. {\displaystyle \square }

## Szczególne podstruktury ciała liczb hiperrzeczywistych

### Liczby ograniczone
Zbiór liczb ograniczonych {\displaystyle \mathbb {L} } definiuje się następująco:
{\displaystyle \mathbb {L} :=\{x\in \mathbb {R} ^{*}:\exists _{n\in \mathbb {N} }\ |x|\prec n^{*}\}}.
Struktura {\displaystyle (\mathbb {L} ,\oplus ,\odot ,0^{*},1^{*})} jest pierścieniem.

### Liczby nieskończenie małe
Zbiór liczb nieskończenie małych {\displaystyle \Omega } definiuje się następująco:
{\displaystyle \Omega :=\{x\in \mathbb {R} ^{*}:\forall _{n\in \mathbb {N} }\ |x|\prec (1/n)^{*}\}}.
Równoważnie, liczby nieskończenie małe można zdefiniować jako:
{\displaystyle \Omega =\{x\in \mathbb {R} ^{*}:\forall _{r\in \mathbb {R} _{+}}\ |x|\prec r^{*}\}},
tzn. są to liczby na moduł mniejsze od każdej dodatniej liczby rzeczywistej.
Zbiór {\displaystyle \Omega } jest różny od {\displaystyle \{0\},} ponieważ należy do niego np. liczba {\displaystyle [(1/n)_{n=1}^{\infty }]}.
Struktura {\displaystyle (\Omega ,\oplus ,0^{*})} jest grupą, a {\displaystyle (\Omega ,\oplus ,\odot ,0^{*})} jest pierścieniem.
W zbiorze {\displaystyle \Omega } nie ma liczby ani największej, ani najmniejszej.

### Liczby nieskończenie duże
Zbiór liczb nieskończenie dużych {\displaystyle \Psi } definiuje się następująco:
{\displaystyle \Psi :=\{x\in \mathbb {R} ^{*}:\forall _{n\in \mathbb {N} }\ |x|\succ n^{*}\}}.
Zbiór {\displaystyle \Psi } jest niepusty, ponieważ należy do niego np. liczba {\displaystyle [(n)_{n=1}^{\infty }]}.

### Inne podzbiory
W naturalny sposób definiuje się takie podzbiory, jak np.
- liczby hipernaturalne (niestandardowe liczby naturalne): {\displaystyle \mathbb {N} ^{*}:=\{[(a_{n})]\in \mathbb {R} ^{*}:\{n\in \mathbb {N} :a_{n}\in \mathbb {N} \}\in {\mathcal {U}}\}}[d][1][28];
  - nieskończenie duże liczby hipernaturalne: {\displaystyle \mathbb {N} _{\infty }:=\mathbb {N} ^{*}\setminus \mathbb {N} ,} gdzie {\displaystyle \mathbb {N} } rozumie się jako {\displaystyle \{n^{*}:n\in \mathbb {N} \}}[29][30].
- liczby hiperwymierne (niestandardowe liczby wymierne): {\displaystyle \mathbb {Q} ^{*}:=\{[(a_{n})]\in \mathbb {R} ^{*}:\{n\in \mathbb {N} :a_{n}\in \mathbb {Q} \}\in {\mathcal {U}}\}}[e][1][28].

Można wykazać pewną intuicyjną własność nieskończenie dużych liczb hipernaturalnych, a mianowicie dla {\displaystyle K\in \mathbb {N} ^{*}{:}}
{\displaystyle K\in \mathbb {N} _{\infty }\Leftrightarrow \forall _{k\in \mathbb {N} }\ k^{*}\prec K},
czyli nieskończenie duże liczby hipernaturalne to takie liczby hipernaturalne, które są większe od każdej liczby naturalnej.

### Związki między strukturami
Można udowodnić, że {\displaystyle \forall _{x\in \Omega }\forall _{y\in \mathbb {L} }\ x\odot y\in \Omega ,} co znaczy, że grupa liczb nieskończenie małych jest ideałem w pierścieniu liczb ograniczonych. Co więcej, jest to ideał maksymalny, więc struktura ilorazowa {\displaystyle \mathbb {L} /_{\Omega }} jest ciałem. Ciało {\displaystyle \mathbb {L} /_{\Omega }} jest izomorficzne z ciałem liczb rzeczywistych {\displaystyle \mathbb {R} }.
Można również zauważyć, że:
- liczba odwrotna do niezerowej liczby nieskończenie małej jest liczbą nieskończenie dużą[33];
- liczba odwrotna do liczby nieskończenie dużej jest nieskończenie mała[33];
- suma liczby nieskończenie dużej i nieskończenie małej jest nieskończenie duża[33];
- iloczyn liczby nieskończenie małej i ograniczonej jest nieskończenie mały[33];
- iloczyn liczby nieskończenie dużej i ograniczonej jest nieskończenie duży[33].

Warto zauważyć związek: {\displaystyle \mathbb {L} =\bigcup _{r\in \mathbb {R} }r^{*}\oplus \Omega }. To znaczy, że dla {\displaystyle a\in \mathbb {L} } zachodzi związek {\displaystyle a={\mbox{st}}(a)+\omega } dla pewnej {\displaystyle \omega \in \Omega }.
Niech dla liczby {\displaystyle a\in \mathbb {L} } będzie dana {\displaystyle \mu (a):=\{x\in \mathbb {L} :a\thickapprox x\}}. Zbiór {\displaystyle \mu (a)} nazywa się monadą. Zbiór liczb ograniczonych można zapisać jako sumę nieprzeliczalnie wielu monad rzeczywistych:
{\displaystyle \mathbb {L} =\bigcup _{r\in \mathbb {R} }\mu (r)}.

## Inne struktury arytmetyczne i analityczne dla liczb hiperrzeczywistych

### Działania na standardowych liczbach hiperrzeczywistych
Można zauważyć pewne pożądane własności dla standardowych liczb hiperrzeczywistych, np.:
- {\displaystyle (a+b)^{*}=a^{*}\oplus b^{*},} dla {\displaystyle a,b\in \mathbb {R} ;}
- {\displaystyle (a\cdot b)^{*}=a^{*}\odot b^{*},} dla {\displaystyle a,b,\in \mathbb {R} ;}
- {\displaystyle (a^{*})^{-1}=(a^{-1})^{*},} dla {\displaystyle a\in \mathbb {R} \setminus \{0\}}[21].

### Relacja nieskończonej bliskości
W zbiorze liczb hiperrzeczywistych można zdefiniować dwuargumentową relację nieskończonej bliskości, a mianowicie:
{\displaystyle \forall _{x,y\in \mathbb {R} ^{*}}\ x\thickapprox y:\Longleftrightarrow x\ominus y\in \Omega }.
To znaczy, że dwie liczby hiperrzeczywiste są nieskończenie bliskie, gdy ich różnica jest liczbą nieskończenie małą. Relacja {\displaystyle \thickapprox } jest relacją równoważności.
Nie istnieją dwie różne liczby rzeczywiste nieskończenie bliskie sobie.
Dowód
Niech {\displaystyle a,b\in \mathbb {R} ,} {\displaystyle a\neq b} oraz {\displaystyle a^{*}\thickapprox b^{*}.} Zauważmy, że {\displaystyle \exists _{r\in \mathbb {R} }\ r\neq 0\wedge a-b=r.} Lecz {\displaystyle r^{*}\notin \Omega ,} zatem {\displaystyle a\not \thickapprox b;} sprzeczność. {\displaystyle \square }

### Twierdzenie o części standardowej
Prawdą jest, że nieskończenie blisko liczby hiperrzeczywistej ograniczonej znajduje się dokładnie jedna liczba standardowa, tzn.:
{\displaystyle \forall _{a\in \mathbb {L} }\ \exists !_{r\in \mathbb {R} }\ a\thickapprox r^{*}}.
Dzięki temu twierdzeniu można dobrze zdefiniować część standardową liczby hiperrzeczywistej, którą można oznaczyć np. jako {\displaystyle {\mbox{st}}(a)}. Tzn. część standardowa {\displaystyle {\mbox{st}}(a)} liczby ograniczonej {\displaystyle a} to liczba spełniająca relację: {\displaystyle ({\mbox{st}}(a))^{*}\thickapprox a}.

### Rozszerzone ciągi i funkcje
Dowolną funkcję rzeczywistą {\displaystyle f\colon \mathbb {R} \to \mathbb {R} } można rozszerzyć do funkcji hiperrzeczywistej {\displaystyle f^{*}\colon \mathbb {R} ^{*}\to \mathbb {R} ^{*},} jako klasę abstrakcji ciągu obrazów:
{\displaystyle f^{*}([(a_{n})]):=[(f(a_{n}))]}.
Zauważmy, że „zwykłe” funkcje rzeczywiste w tej definicji pozostaną „zwykłe”:
{\displaystyle f^{*}(x^{*})=[(f(x))]=(f(x))^{*}}.
Dowolny ciąg liczb rzeczywistych {\displaystyle (a_{n})\subset \mathbb {R} } można rozszerzyć do ciągu hiperrzeczywistego {\displaystyle (a_{K})\subset \mathbb {R} ^{*},} jako funkcję:
{\displaystyle \mathbb {N} ^{*}\ni K\mapsto r_{K}\in \mathbb {R} ^{*}}.

#### Ciąg Cauchy’ego
Ciąg rzeczywisty {\displaystyle (a_{n})} jest ciągiem Cauchy’ego {\displaystyle \Longleftrightarrow \forall _{K,L\in \mathbb {N} _{\infty }}\ a_{K}^{*}\thickapprox a_{L}^{*}}.

#### Punkt skupienia ciągu
Punkt {\displaystyle s} jest punktem skupienia ciągu {\displaystyle (a_{n})} {\displaystyle \Longleftrightarrow \exists _{K\in \mathbb {N} _{\infty }}\ a_{K}^{*}\thickapprox s}.

#### Ciągłość funkcji
Funkcja {\displaystyle f\colon \mathbb {R} \to \mathbb {R} } jest ciągła w punkcie {\displaystyle x_{0}\in \mathbb {R} ,} gdy
{\displaystyle \forall _{x\in \mathbb {R} ^{*}}\ x\thickapprox x_{0}^{*}\Rightarrow f^{*}(x)\thickapprox f^{*}(x_{0}^{*})}.
Przykład
Funkcja {\displaystyle f(x)=x^{2}} jest ciągła w każdym punkcie.
Niech {\displaystyle x_{0}} będzie ustalonym dowolnie punktem oraz niech będzie dany {\displaystyle x} taki, że {\displaystyle x^{*}\thickapprox x_{0}^{*}}. Zatem {\displaystyle \exists _{\omega \in \Omega }\ x=x_{0}\oplus \omega }. Zatem:
{\displaystyle f^{*}(x^{*})=f^{*}(x_{0}^{*}\oplus \omega )=(x_{0}^{*})^{2}\oplus 2x_{0}^{*}\omega \oplus \omega ^{2}}.
Zatem:
{\displaystyle f^{*}(x^{*})\ominus f^{*}(x_{0}^{*})=\omega \odot (2x_{0}^{*}\oplus \omega ),}
co jest iloczynem liczby nieskończenie małej i sumy liczb nieskoczenie małej i ograniczonej, czyli iloczynem liczby nieskończenie małej i ograniczonej, czyli liczbą nieskończenie małą. Zatem {\displaystyle f^{*}(x^{*})\thickapprox f^{*}(x_{0}^{*})}. {\displaystyle \square }

### Granice
W ciele liczb hiperrzeczywistych można zinterpretować pojęcie granicy ciągu, a mianowicie:
{\displaystyle \forall _{(r_{n})\subset \mathbb {R} }\forall _{g\in \mathbb {R} }\ \lim _{n\to \infty }r_{n}=g\Longleftrightarrow \forall _{K\in \mathbb {N} _{\infty }}\ r_{K}\thickapprox g^{*}}.

### Pochodne
Niech {\displaystyle f\colon \mathbb {R} \to \mathbb {R} } i niech {\displaystyle P\in \mathbb {R} .} Wtedy:
{\displaystyle f'(x_{0})=P\Longleftrightarrow \forall _{\varepsilon \in \Omega \wedge \varepsilon \neq 0^{*}}\ P^{*}\thickapprox {\frac {f^{*}(x_{0}^{*}\oplus \varepsilon )\ominus f^{*}(x_{0}^{*})}{\varepsilon }}},
co inaczej można zapisać:
{\displaystyle f'(x_{0})={\mbox{st}}\left({\frac {f^{*}(x_{0}^{*}\oplus \varepsilon )\ominus f^{*}(x_{0}^{*})}{\varepsilon }}\right)}.
Przykład
Dla {\displaystyle f(x)=x^{2}} w dowolnym punkcie istnieje pochodna i {\displaystyle f'(x)=2x}.
{\displaystyle {\frac {f^{*}(x^{*}\oplus \varepsilon )\ominus f^{*}(x^{*})}{\varepsilon }}={\frac {(x\oplus \varepsilon )^{2}\ominus x^{2}}{\varepsilon }}=2x\oplus \varepsilon \thickapprox 2x\ \ \square }